# ونسا بایر
ونسا بایر (انگلیسی: Vanessa Bayer؛ زادهٔ ۱۴ نوامبر ۱۹۸۱) یک هنرپیشه اهل ایالات متحده آمریکا است. وی از سال ۲۰۰۹ میلادی تاکنون مشغول فعالیت بوده‌است.
از فیلم‌ها یا برنامه‌های تلویزیونی که وی در آن نقش داشته است می‌توان به فاجعه اشاره کرد.